# Temple neuf (Metz)
Pour les articles homonymes, voir Temple neuf.
Le Temple neuf, ou Nouveau Temple protestant, est un édifice de culte réformé construit à Metz, entre 1901 et 1905, durant la période wilhelminienne. La paroisse est aujourd’hui membre de l’Union des Églises protestantes d’Alsace et de Lorraine.

## Histoire

### Contexte historique
À l’époque du rattachement de Metz et du Nord-Est de la Lorraine à l’Empire allemand (district de Lorraine), la ville  se transforme sous l’action des autorités qui décident de faire de son urbanisme une vitrine de l’Empire wilhelmien. L’éclectisme architectural se traduit par l’apparition de nombreux édifices de style néoroman, tels la poste centrale, le nouveau temple ou la nouvelle gare ferroviaire ; de style néogothique, tels le portail de la cathédrale et le temple de Garnison, ou encore de style néo-Renaissance, tel le palais du Gouverneur. Le Temple neuf illustre cette politique de germanisation par l’architecture, déployée par Guillaume II, pour asseoir son emprise sur la ville. Cette politique de modernisation architecturale tous azimuts, marquée par de nombreux édifices dans tout le département de la Moselle, avait pour but de séduire les populations annexées en leur démontrant le profit d’un « retour » dans le giron de l’Empire allemand. 

### Construction et aménagements
En 1898, la municipalité de Metz accorde à la communauté réformée un terrain planté de saules, appelé « jardin d’Amour », sur l’île du Petit-Saulcy, pour l’élévation d’un temple de Style néo-roman rhénan. L’architecte retenu pour le projet est Conrad Wahn, l’architecte en chef de la ville de Metz. Ce dernier, expérimenté, avait déjà travaillé en Moselle sur de nombreux projets architecturaux, tant religieux que civils. Loin d’être une réplique servile d’un modèle existant, le projet de Wahn relève d’une approche stylistique volontairement « archéologique ». 
La construction de l’édifice commence en 1901 et se poursuit pendant trois ans. La première pierre est posée par le Statthalter Hermann zu Hohenlohe-Langenburg le 25 novembre 1901. Le temple est inauguré le samedi 14 mai 1904 par l’empereur Guillaume II en personne, accompagné de l’impératrice, de la princesse Victoria-Louise de Prusse et des plus hautes autorités du Reichsland Elsaß-Lothringen.
Le plan, en croix grecque, présente toutefois une nef centrale. Le temple mesure 53 mètres de longueur, pour 26 mètres de largeur. La hauteur au niveau de la tour centrale atteint près de 55 mètres. Pour accueillir le public, sa capacité est à l’époque de 1204 places assises, réparties dans la nef, mais aussi le chœur et les galeries. Les chapiteaux des colonnes du portail représentent les quatre évangélistes entourant l’agneau mystique. La chaire est décorée des Tables de la Loi, selon la tradition réformée ancienne. Les vitraux du fond proviennent de l’hospice Saint-Nicolas et ont été mis en place dans les années 1990. Le chœur, marqué par un arc triomphal en plein cintre, est animé par une arcature aveugle à fines colonnettes.

## Architecture

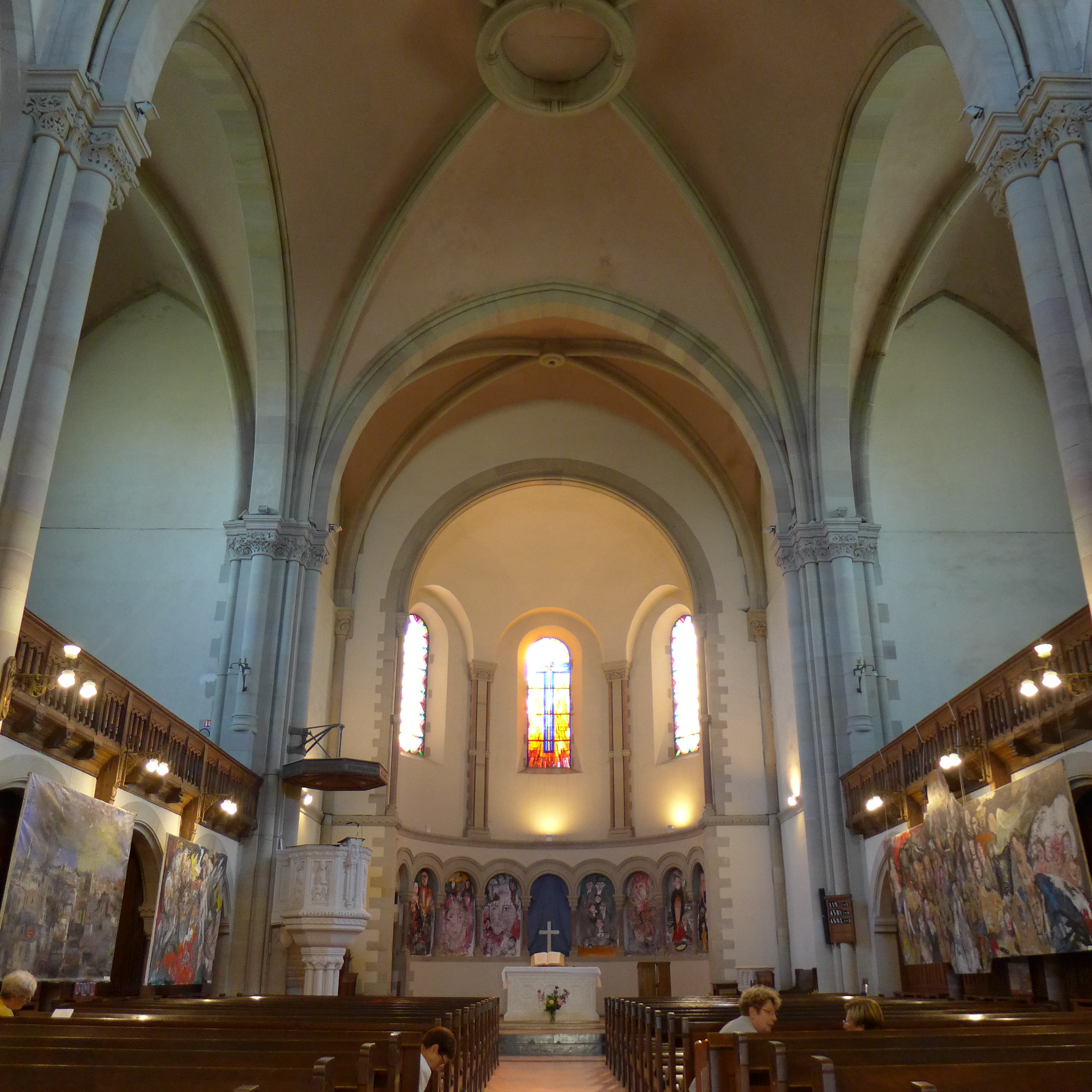
L’intérieur vers l’abside.

Qu’il soit abordé en venant de la place d’Armes, de la cathédrale, de la préfecture, de la place de la Comédie, du grand pont et du moyen pont des Morts, ou de la place de la république et du palais de Justice, le Temple neuf surprend par sa silhouette, à la fois massive et élancée. Son matériau de construction, un grès sombre, contraste avec la clarté de la pierre de Jaumont calcaire des bâtiments environnants.
Son style néo-roman rhénan utilise aussi le vocabulaire ottonien, notamment avec des chapiteaux à corbeilles ottoniennes. Il tranche avec le classicisme français des bâtiments avoisinants. Sa tour-lanterne octogonale à la croisée du transept, ses tourelles de chevet et son chevet avec galerie à colonnettes, s’inspirent autant du chevet de la cathédrale de Spire, que de la cathédrale de Mayence. Ses deux clochers, sur la façade occidentale, évoquent encore la cathédrale de Spire. Son style lui a valu de nombreuses critiques, lors de sa construction, par des Messins francophiles, et après 1918 par certains Français, comme un affront à l’harmonie classique, donc « française », de la place de la Comédie. Le Temple neuf, dont on a craint à ce moment qu’il soit détruit en tant que symbole de l’annexion de 1870, est pourtant devenu un lieu emblématique de la ville de Metz. 
Le Temple neuf est, aujourd’hui encore, le lieu de rassemblement de la communauté protestante réformée du centre de Metz.
Les façades et toitures de l’édifice font l’objet d’un classement au titre des monuments historiques depuis le 6 janvier 1930.

## Orgues

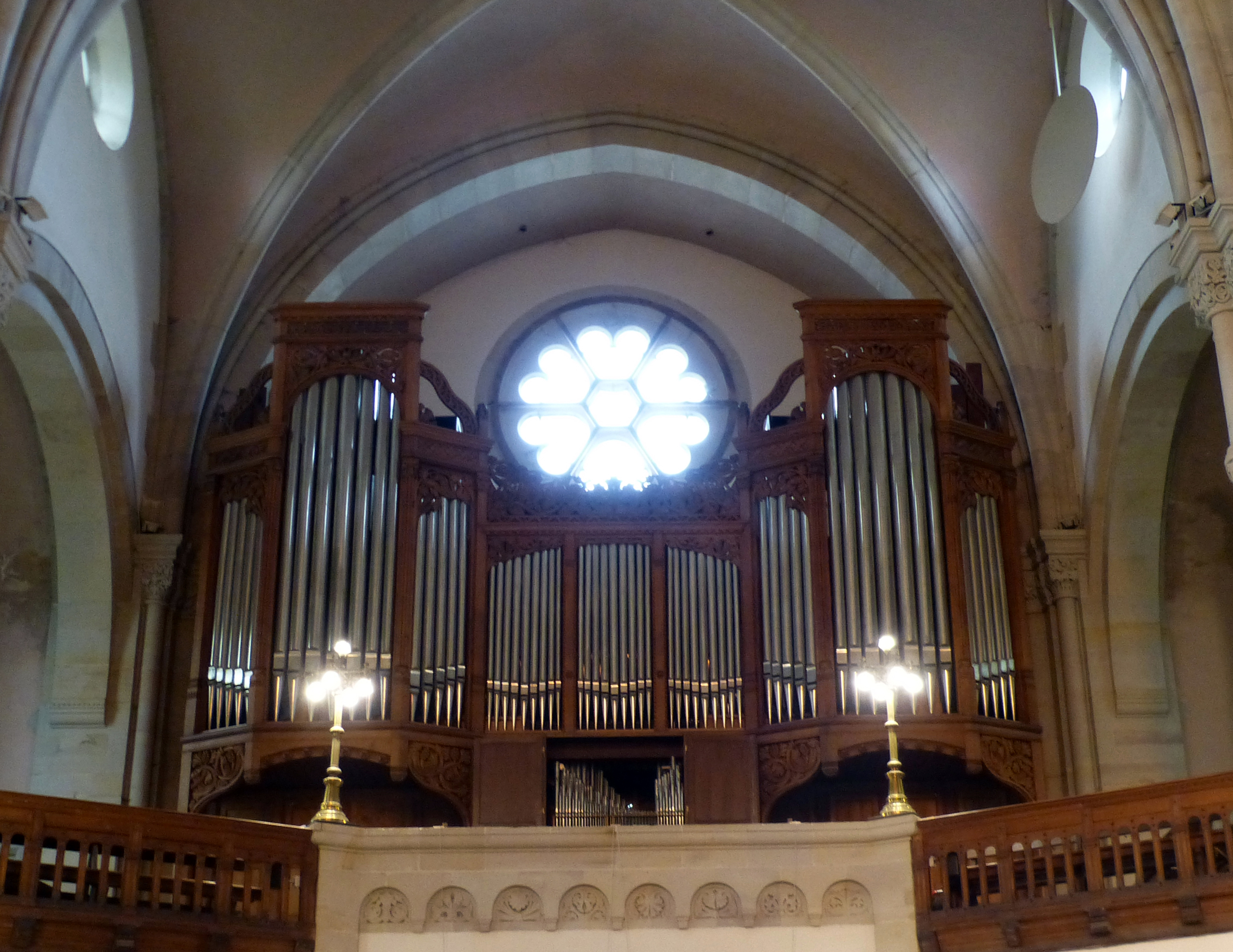
Le buffet d’orgue.

À l’intérieur se trouve un orgue de cinquante-deux jeux sur trois claviers et pédalier en traction, entièrement mécanique, réalisé par Dalstein-Haerpfer en 1903 puis modifié par Ernest Mühleisen en 1970. Cet orgue est l’un des instruments néoclassiques de la ville et il est régulièrement utilisé pour les concours du Conservatoire à rayonnement régional et pour de nombreux récitals, donnés par des organistes réputés. 
Sa composition se détaille comme suit :
| I Positif de poitrine C–g3 |       |
| Flûte conique              | 8′    |
| Bourdon à chem.            | 8′    |
| Prestant                   | 4′    |
| Cor de chamois             | 4′    |
| Nazard                     | 2/3′  |
| Quarte de nazard           | 2′    |
| Tierce                     | 13/5′ |
| Larigot                    | 1/3′  |
| Cymbale III                |       |
| Cromorne                   | 8′    |
| Trémolo                    |       |

| II Grand-Orgue C–g3 |       |
| Montre              | 16′   |
| Montre              | 8′    |
| Bourdon             | 8′    |
| Viole de gambe      | 8′    |
| Grosse quinte       | 51/3′ |
| Prestant            | 4′    |
| Flûte creuse        | 4′    |
| Grosse tierce       | 31/5′ |
| Doublette           | 2′    |
| Sifflet             | 1′    |
| Cornet V            |       |
| Fourniture IV       |       |
| Cymbale IV          |       |
| Trompette           | 8′    |
| Clairon             | 4′    |

| III Récit expressif C–g3 |     |
| Quintaton                | 16′ |
| Principal                | 8′  |
| Bourdon                  | 8′  |
| Gambe                    | 8′  |
| Voix céleste             | 8′  |
| Prestant                 | 4′  |
| Flûte                    | 4′  |
| Octave                   | 2′  |
| Sesquialtera II          |     |
| Plein-jeu V              |     |
| Basson                   | 16′ |
| Trompette                | 8′  |
| Hautbois                 | 8′  |
| Voix humaine             | 8′  |
| Clairon                  | 4′  |
| Trémolo                  |     |

| Pédale C–g1   |        |
| Principal     | 16′    |
| Bourdon       | 16′    |
| Violon        | 16′    |
| Quinte        | 102/3′ |
| Principal     | 8′     |
| Flûte         | 8′     |
| Principal     | 4′     |
| Flûte         | 2′     |
| Fourniture IV |        |
| Bombarde      | 16′    |
| Trompette     | 8′     |
| Clairon       | 4′     |

- Accouplement  I/II, III/II, I/P, II/P, III/P.

## Galerie photographique

Extérieur
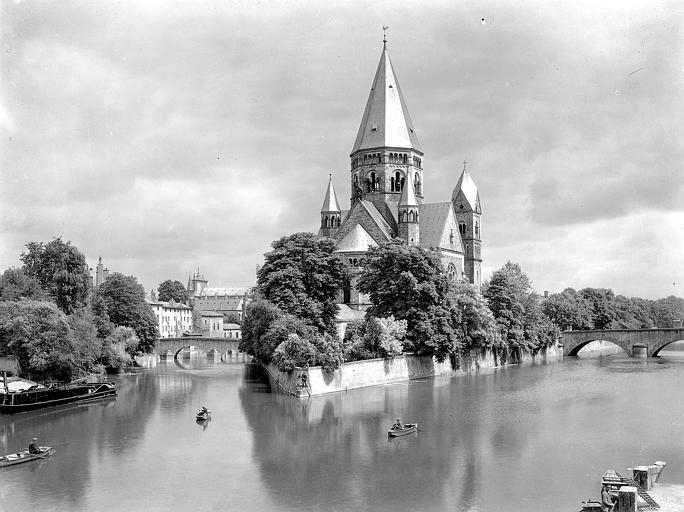
Le Temple neuf vers 1925, Georges-Louis Arlaud.
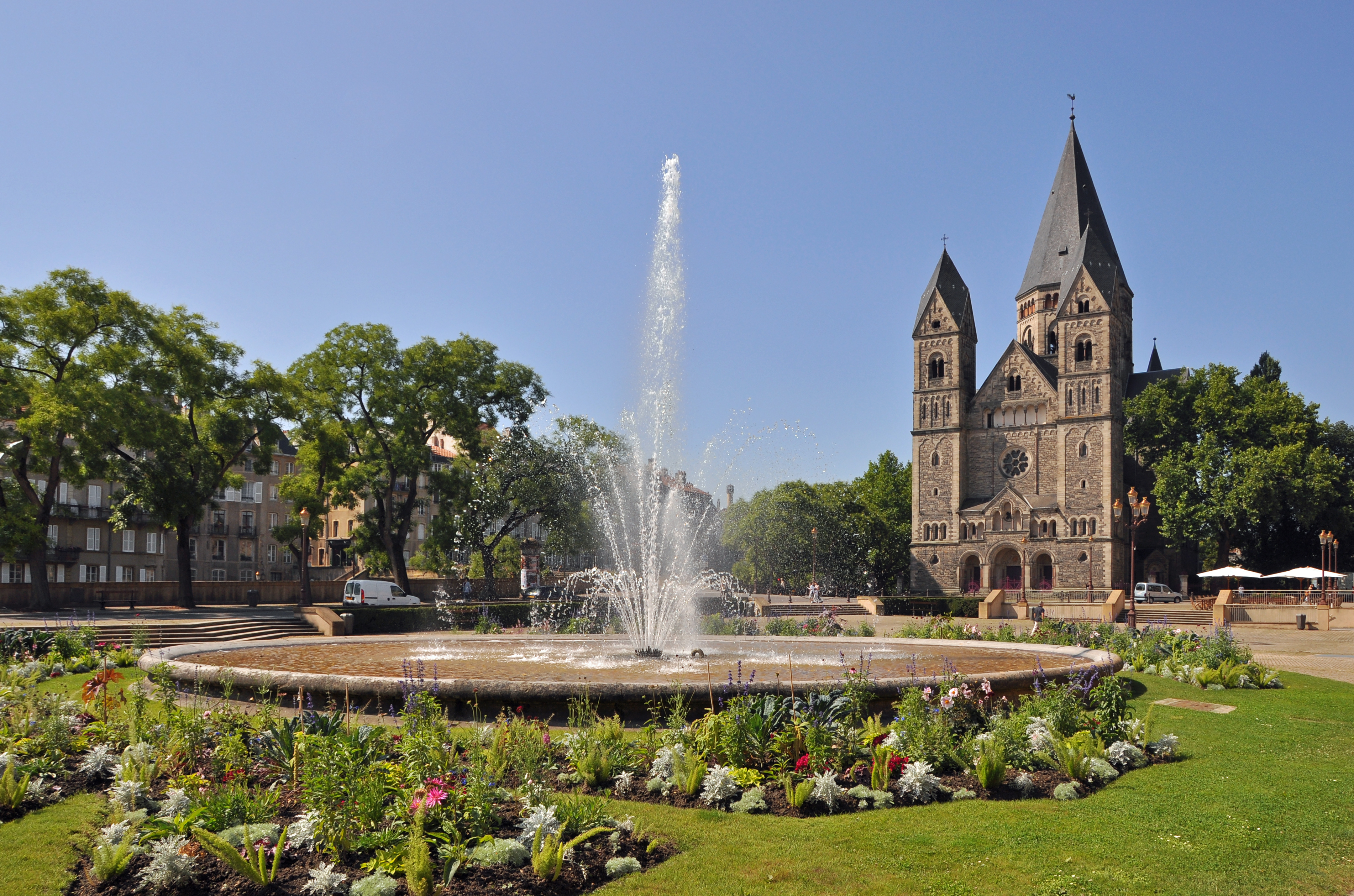
Le Temple neuf et la place de la Comédie.
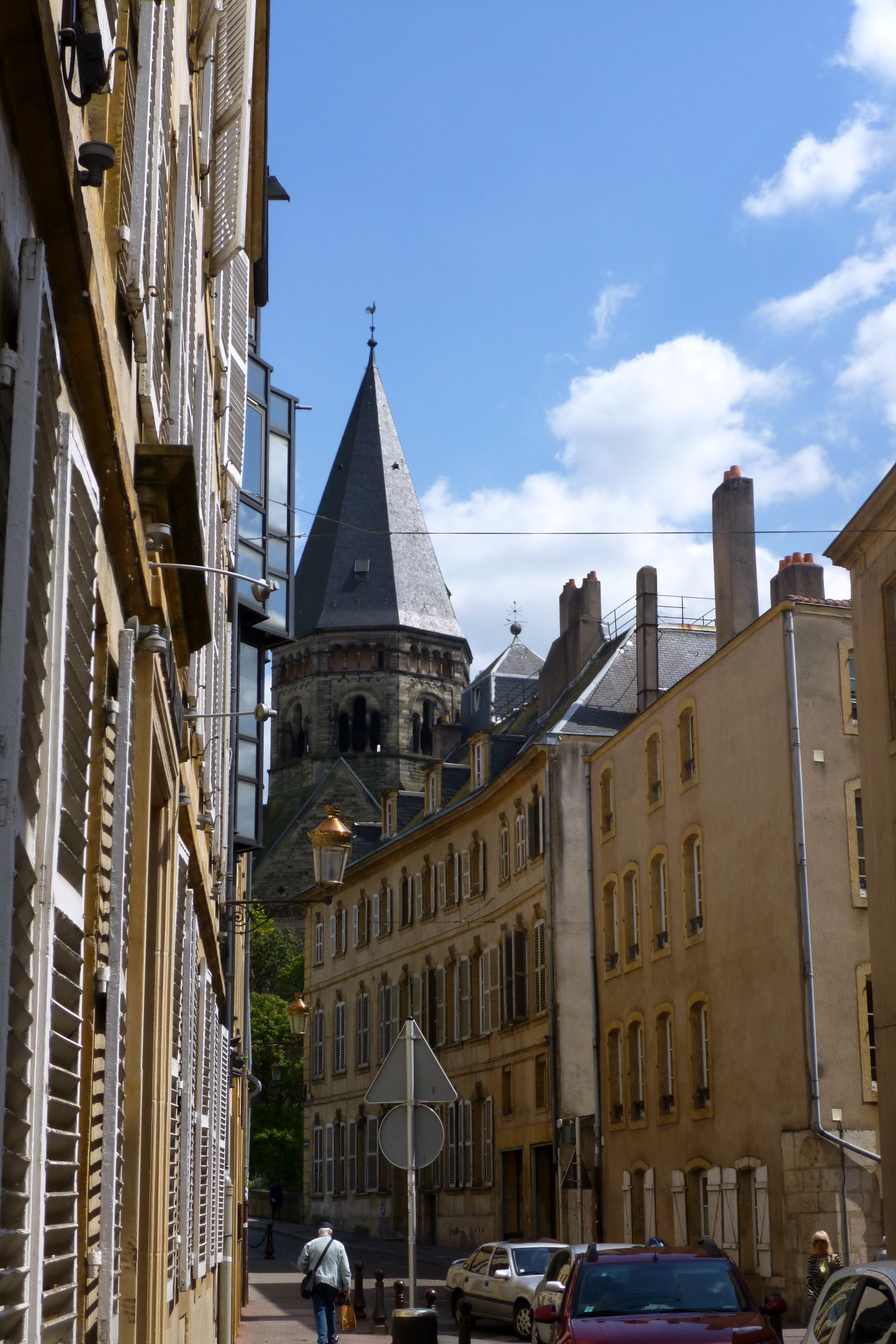
La rue du Pont-Saint-Marcel et le temple en arrière-plan.
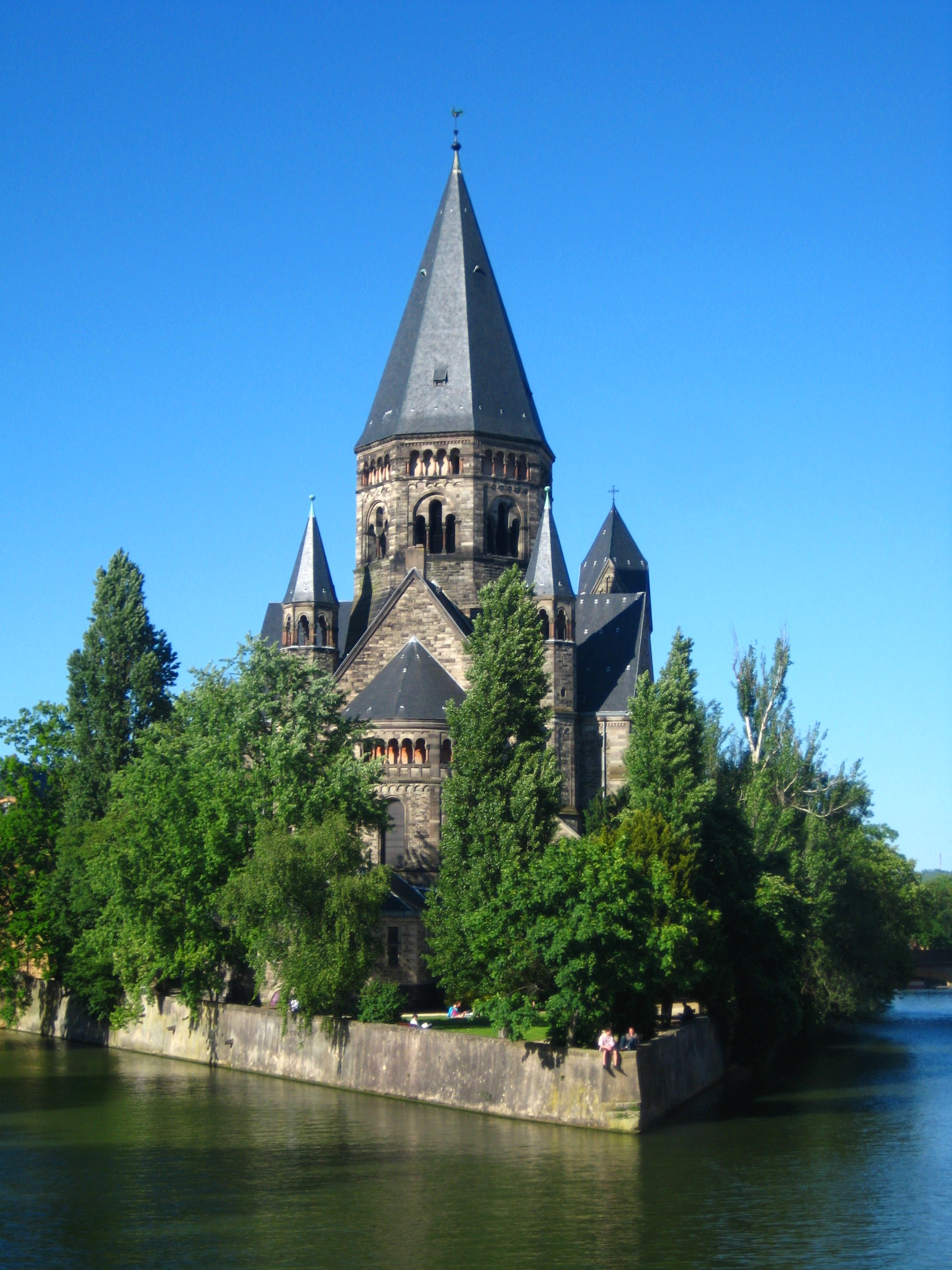
Temple neuf et jardin d’Amour vus du quai Paul-Vautrin.
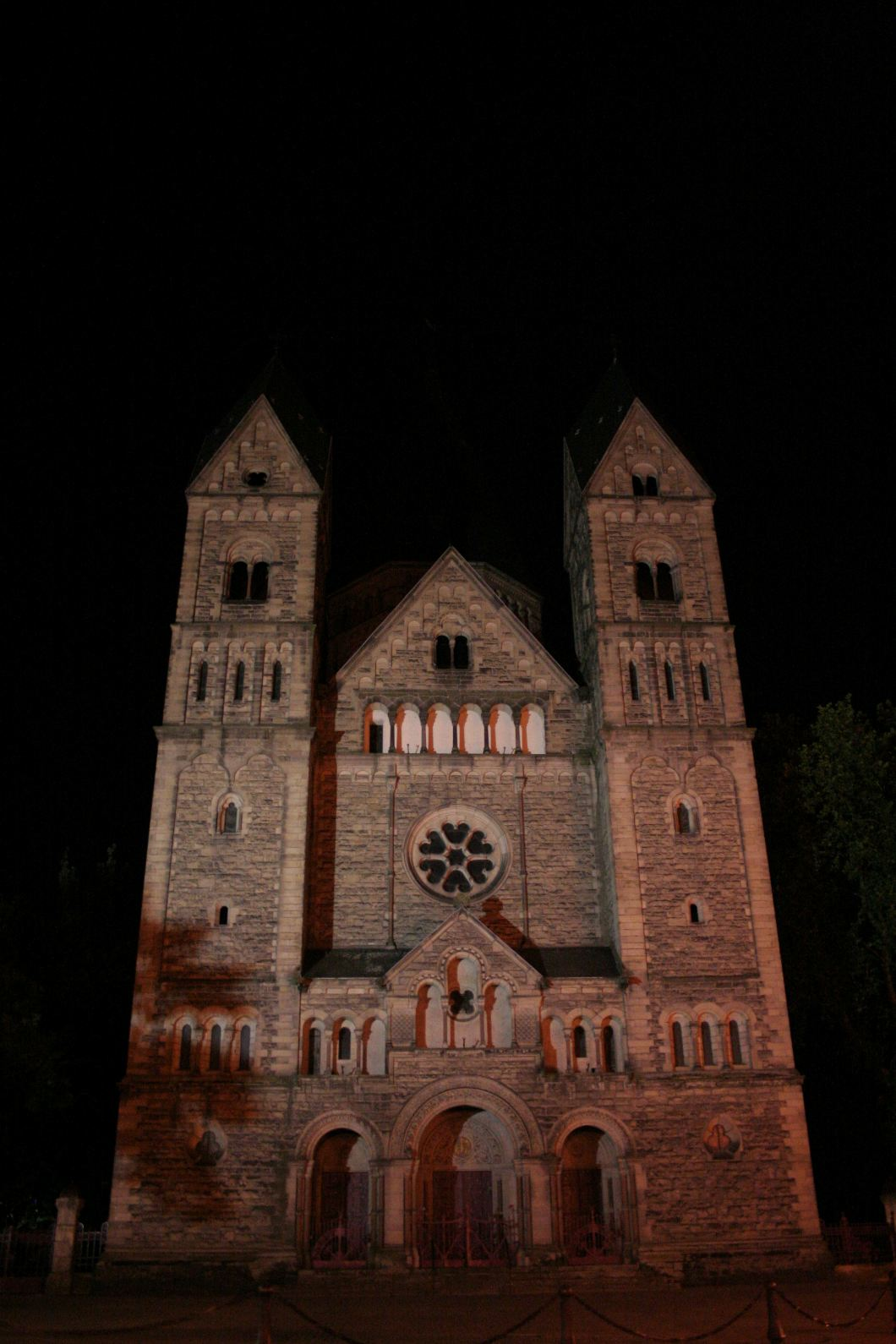
Le Temple neuf de nuit.

La chaire
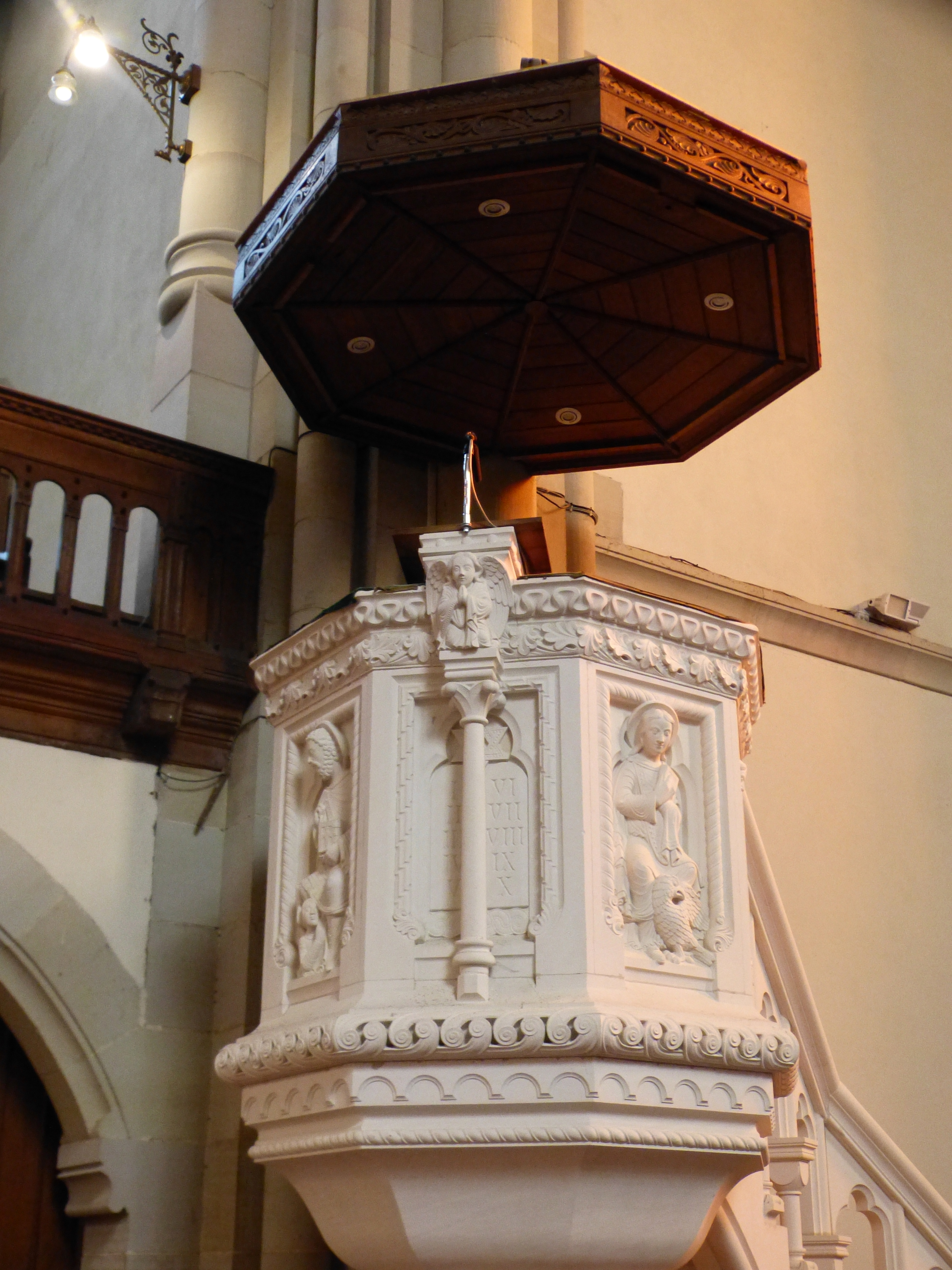
Vue générale.
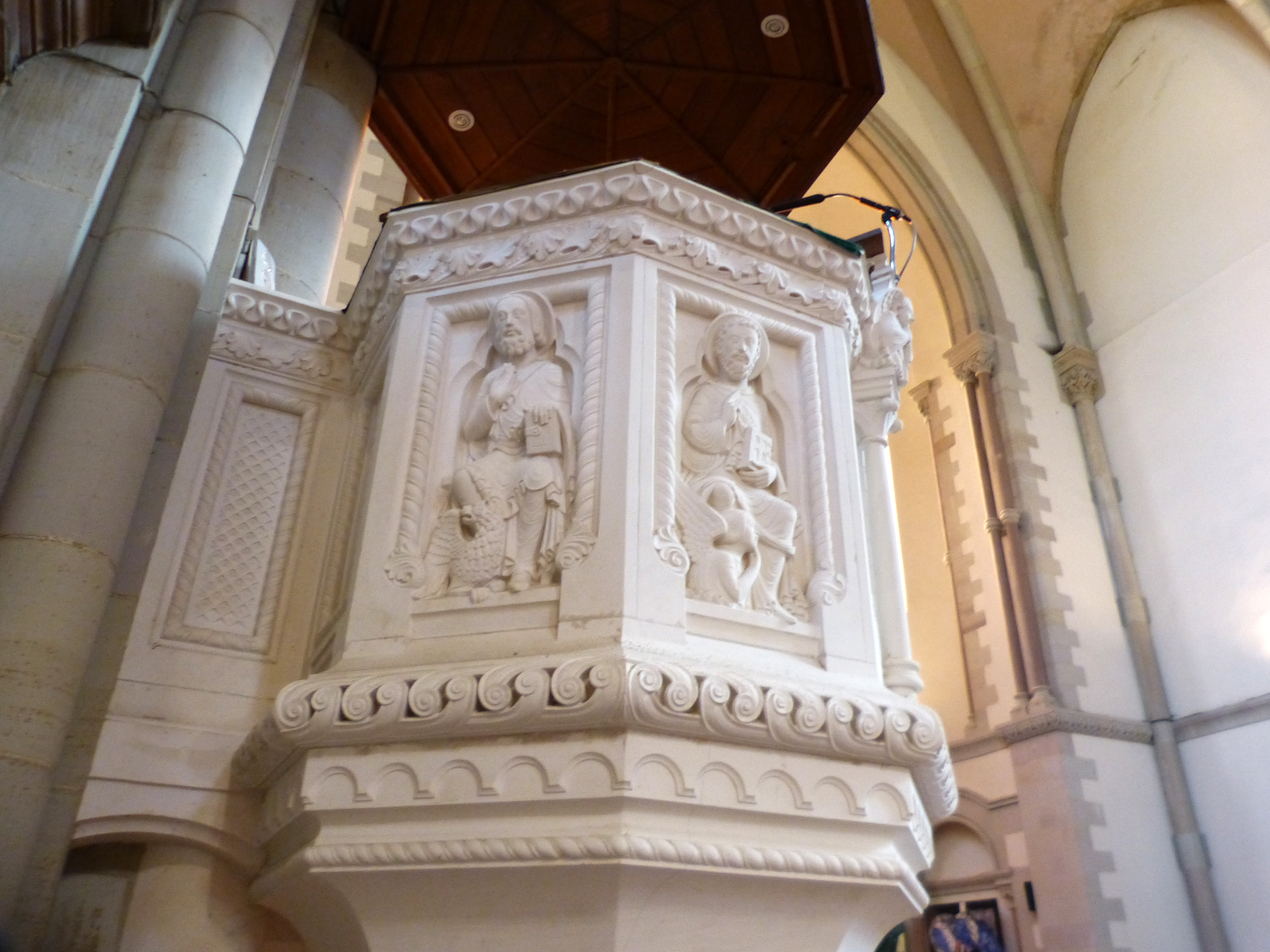
Détails des sculptures.
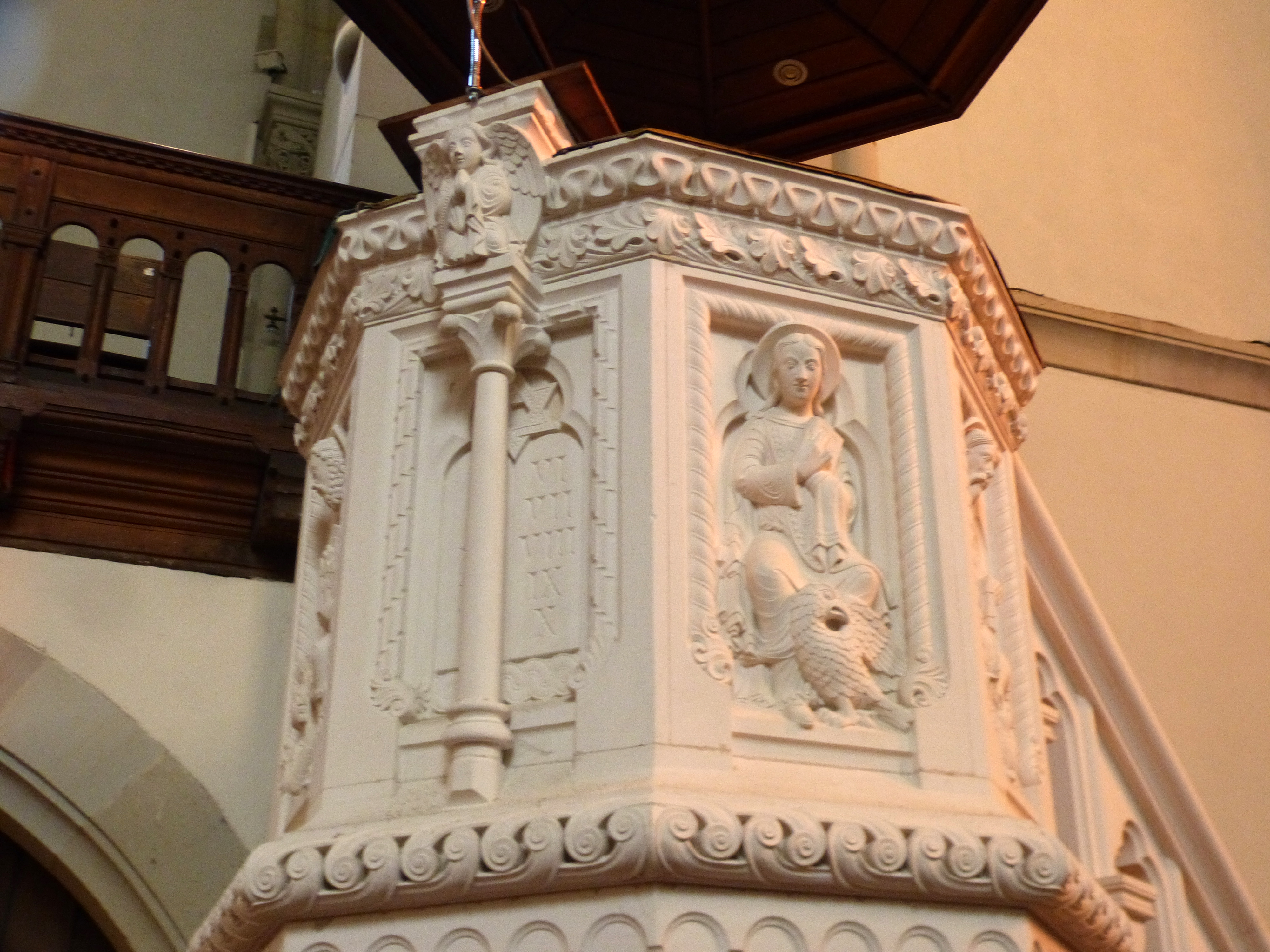
Détails des sculptures.
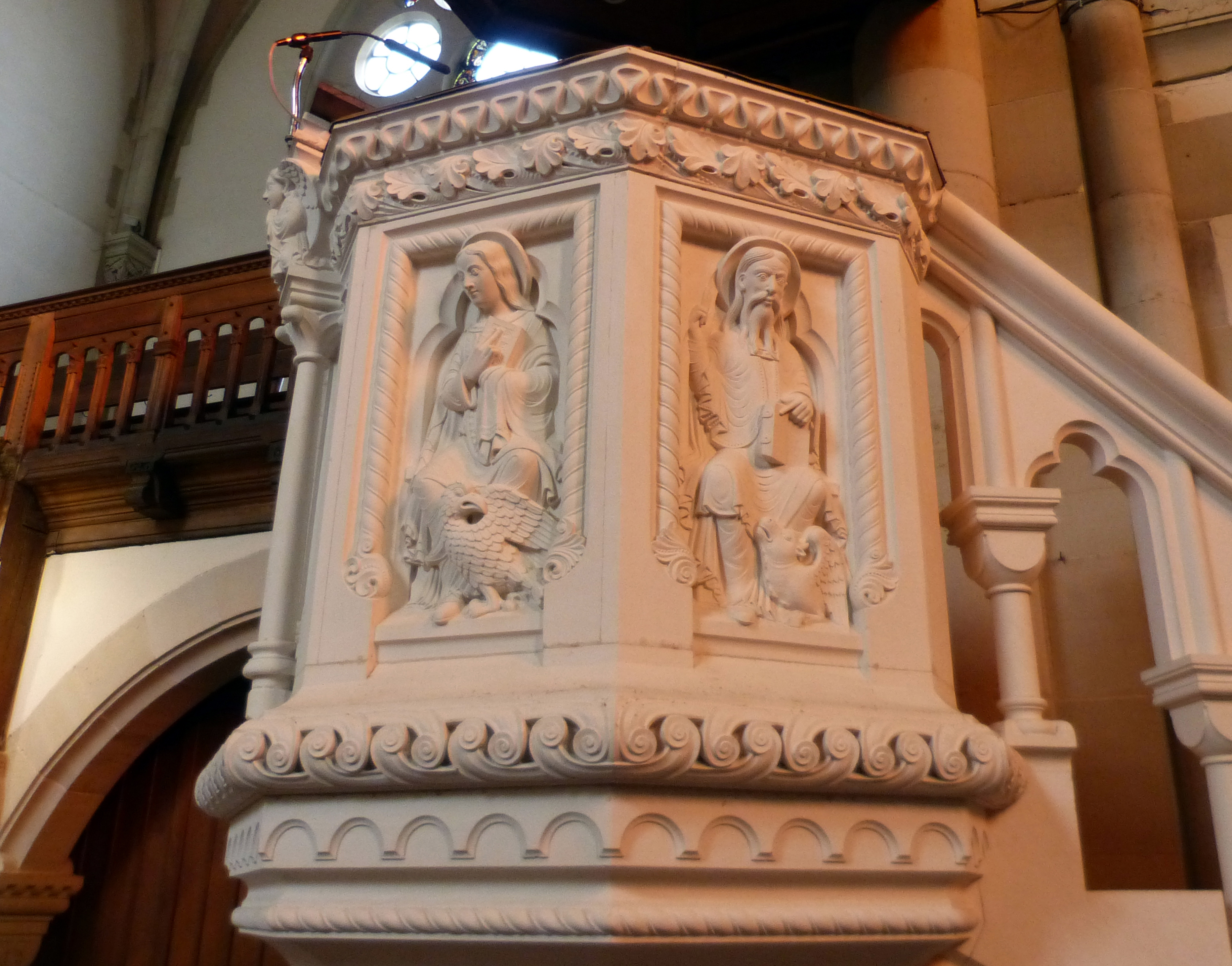
Détails des sculptures.

Les sculptures murales
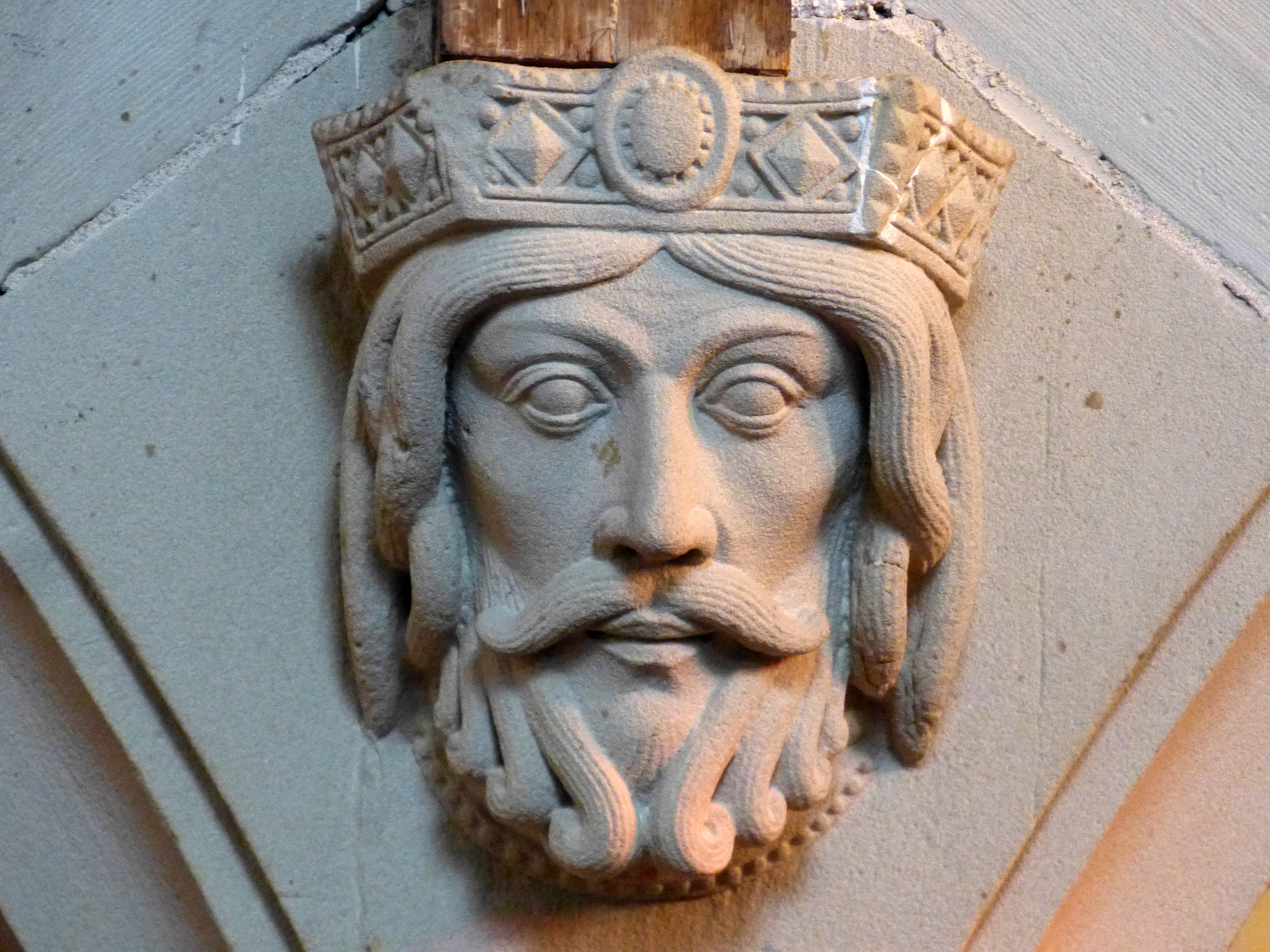
Tête de roi.
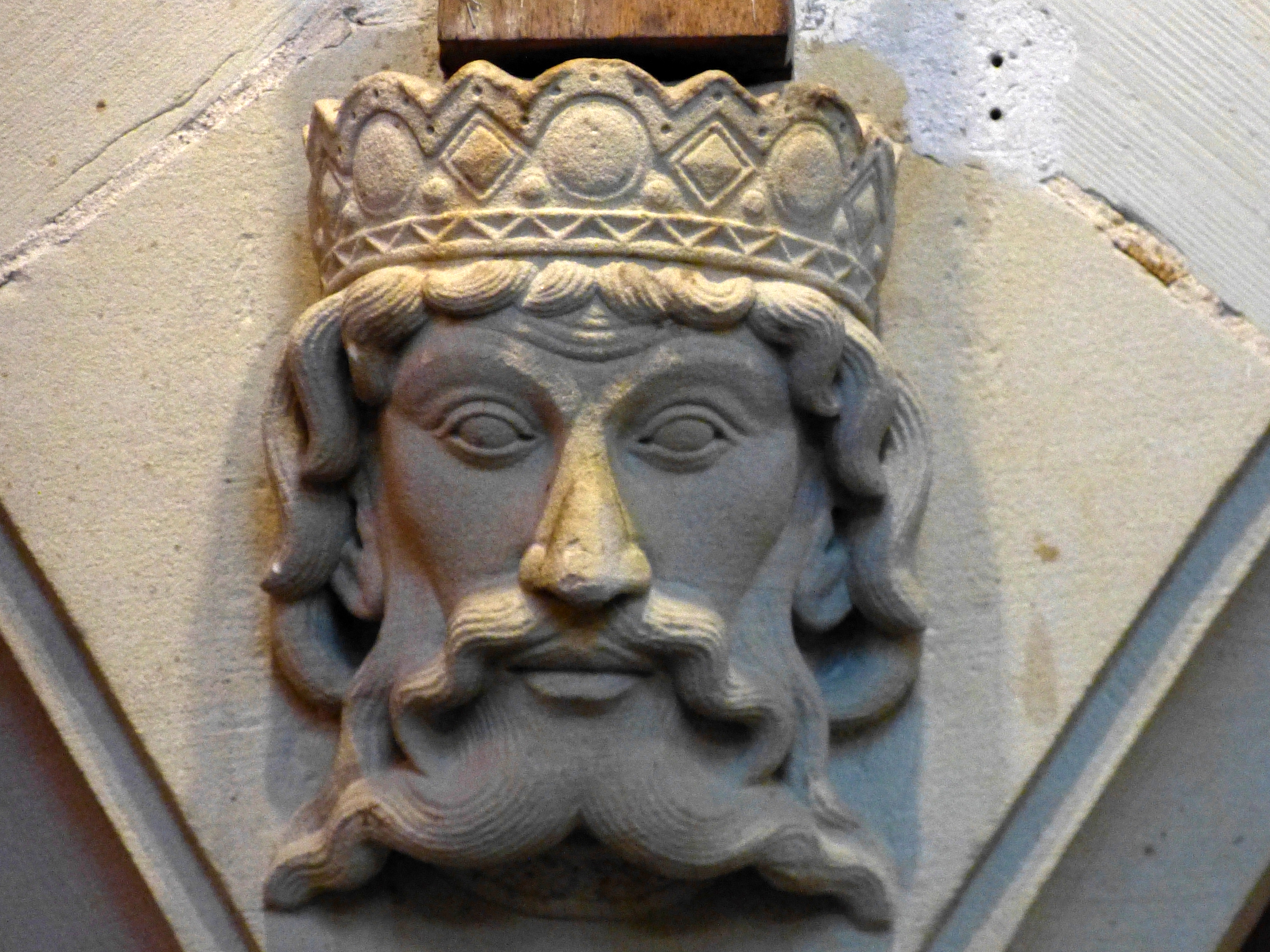
Tête de roi.
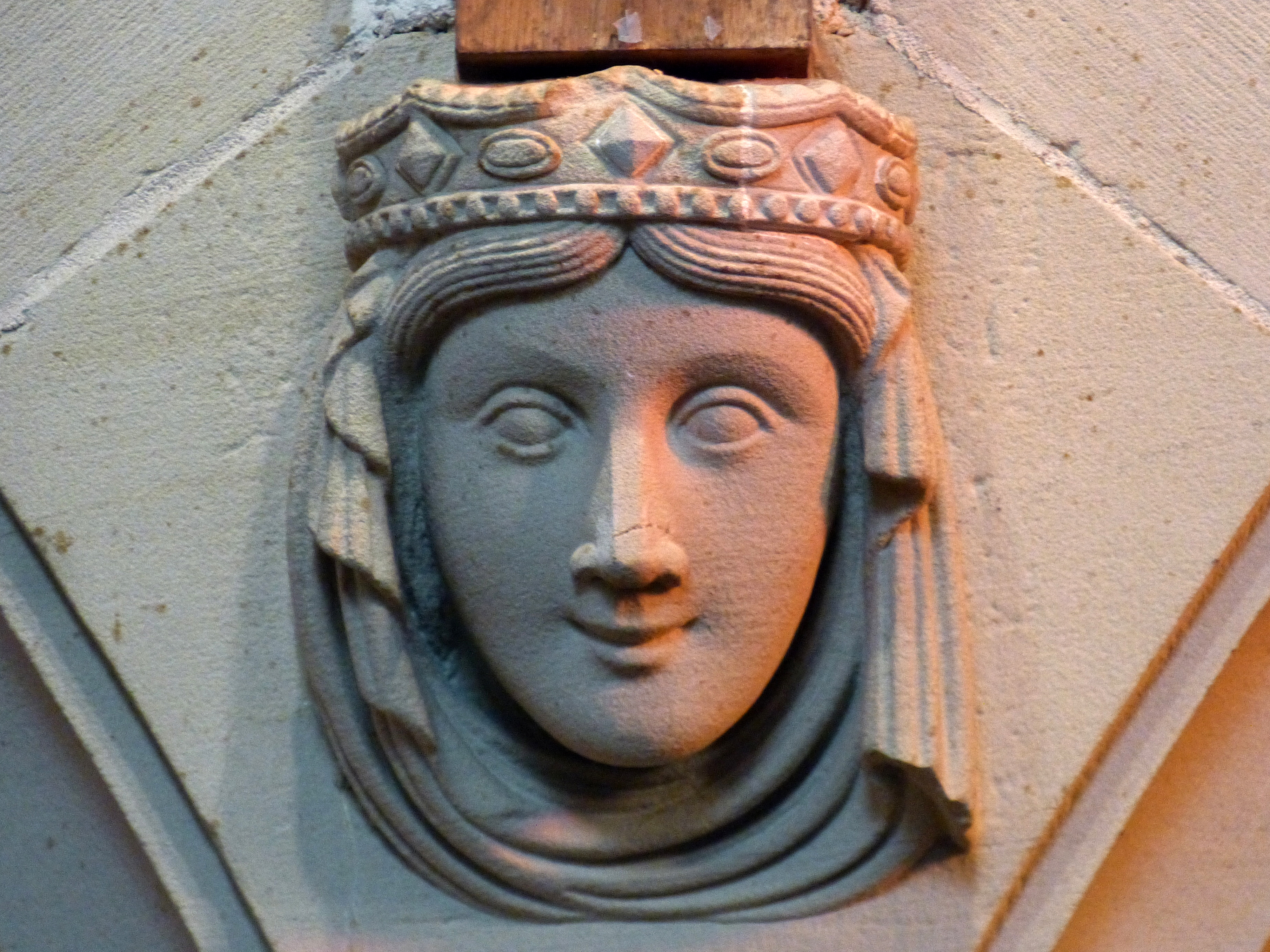
Tête de reine.
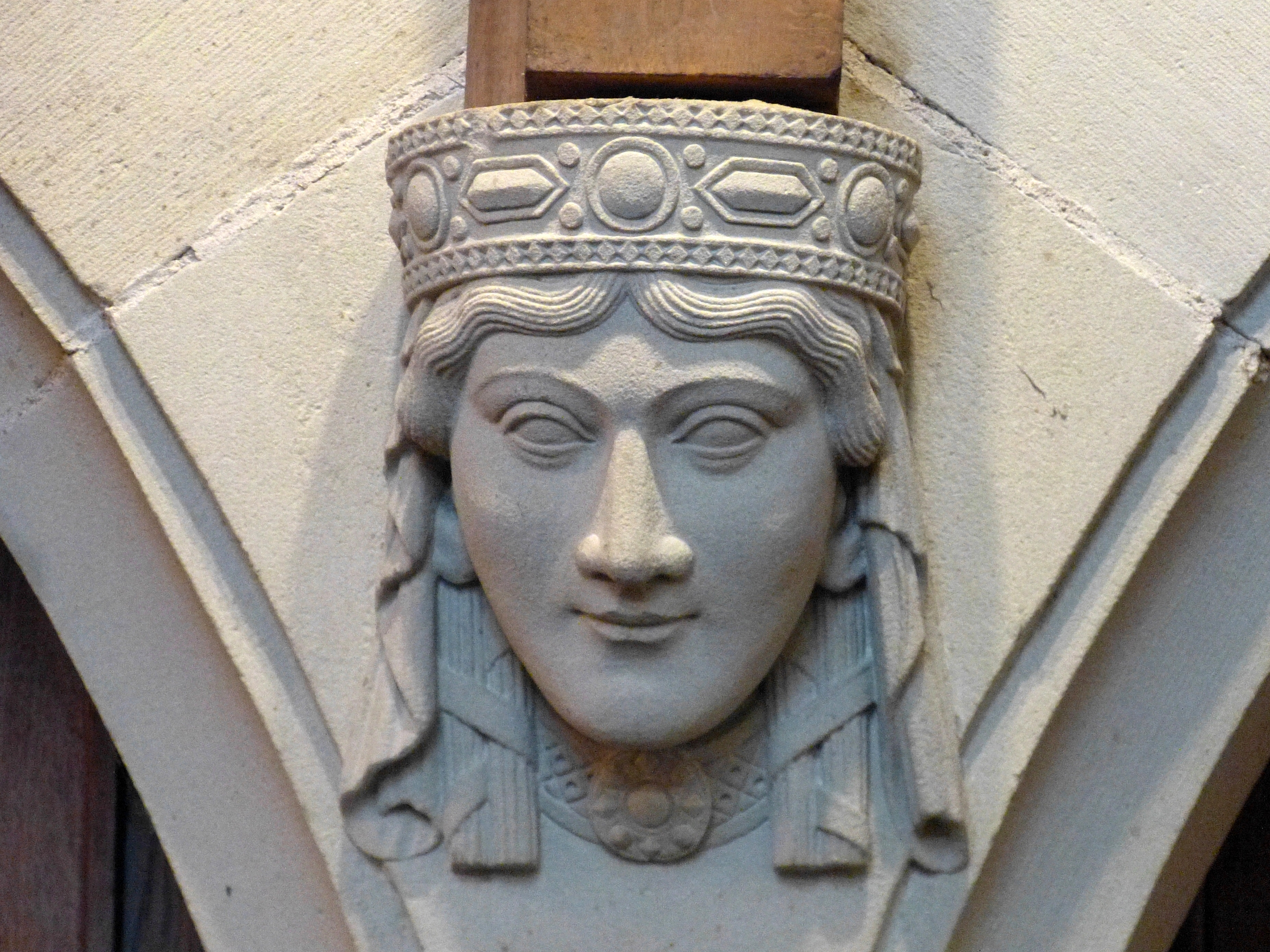
Tête de reine.
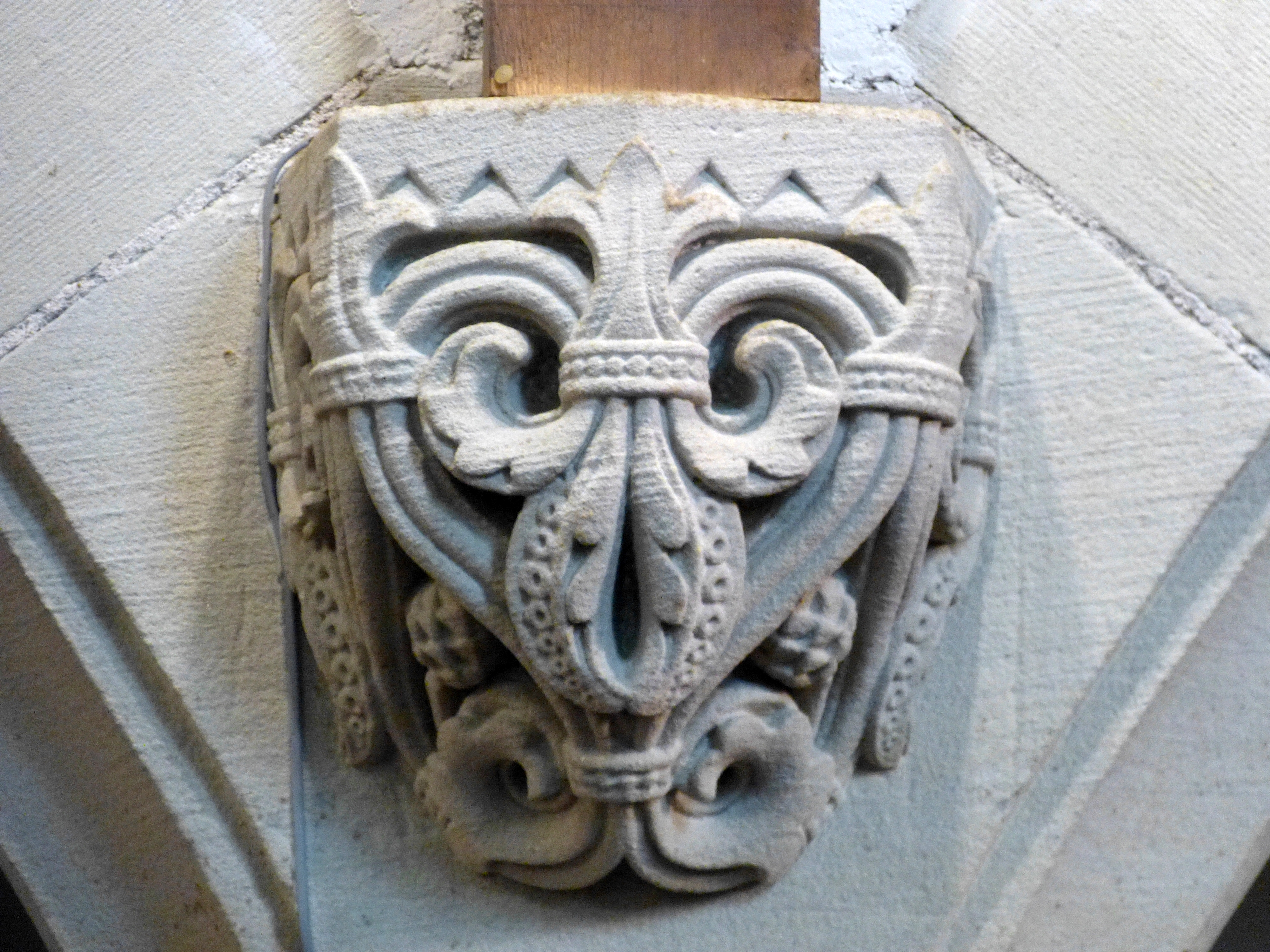
Motifs en fleur de lys.
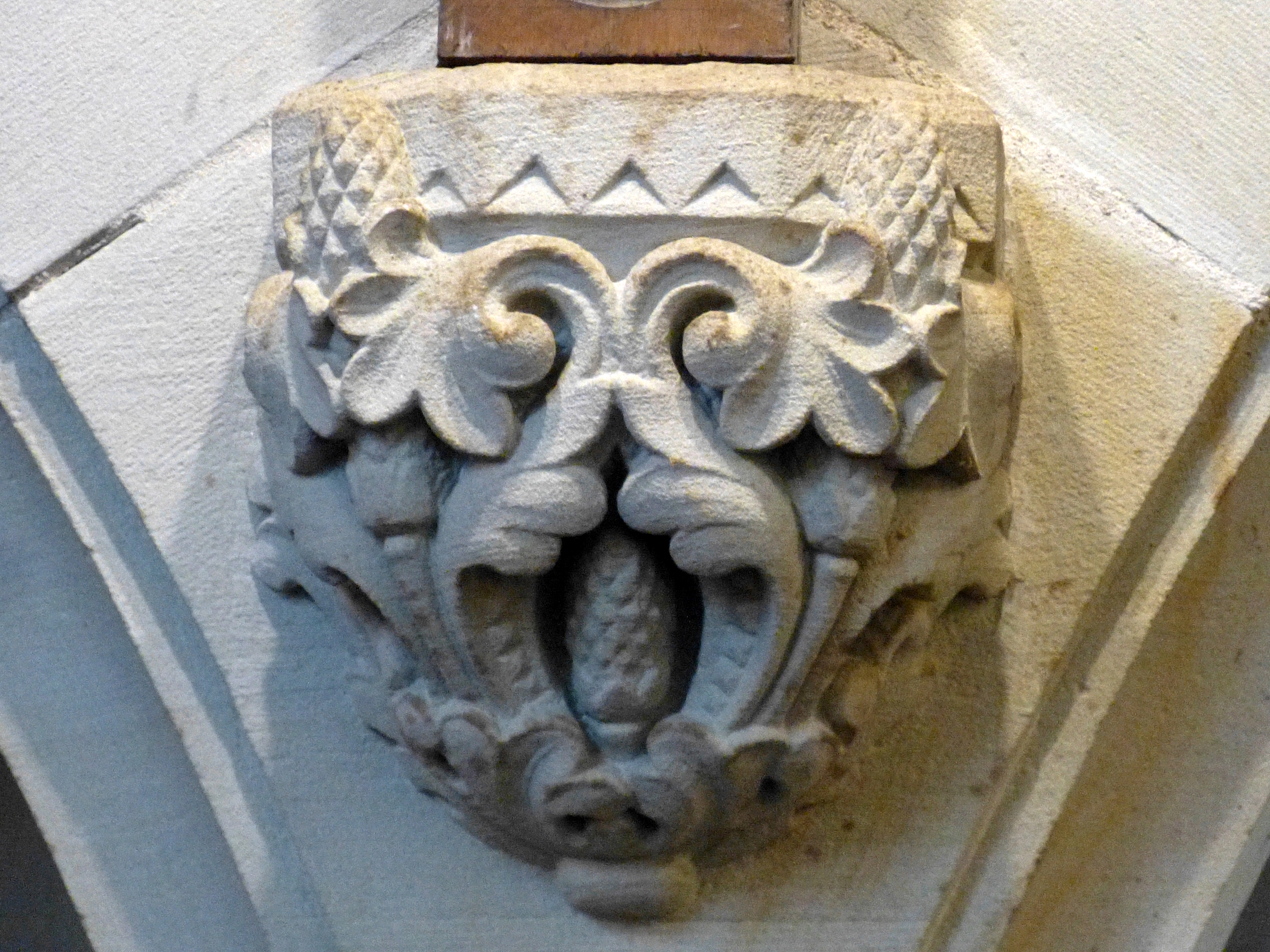
Motifs en fleur de lys.